# Delia (nombre)
Delia es un nombre propio femenino de origen griego que significa natural de Delos.

## Etimología
Sobrenombre de la diosa griega Artemisa (Diana para los romanos), debido a su nacimiento en la isla de Delos, en el archipiélago de las Cícladas. A su hermano mellizo Apolo se le denominaba Delio, por el mismo motivo.
Cuando Hera descubrió que Leto estaba embarazada de su marido Zeus, prohibió que Leto diera a luz en cualquier lugar donde diera el sol. Además, la serpiente Pitón se puso a perseguir a Leto.
Pero Zeus envió al viento Aquilón para que recogiera a Leto y la llevara junto a Poseidón. Éste la llevó a la isla Ortigia y la cubrió con sus olas. Allí Leto dio a luz, agarrándose a un olivo, a Apolo y a Artemisa. Más tarde, la isla de Ortigia fue llamada Delos y Apolo mató a Pitón para vengar los sufrimientos de su madre.
Según cuenta una tradición, Artemisa nació antes que su hermano y ayudó a su madre a dar a luz a Apolo. En otra, la isla de Ortigia es una isla distinta de Delos. En la primera nació Artemisa y en la segunda, Apolo.

## Variantes
El santoral de la iglesia católica lo considera variante equivalente de Adela, que proviene del germánico y significa de raza noble. Admitiendo este supuesto, sería equivalente a los nombres Adelia, Adelina, Adila, Edel, Edelia y Ethel. También sería equivalente a otras formas de nombres distintos: Aleta, Alina, Aleteia, Alicia.
Otras fuentes eclesiásticas lo hacen variante de Cordelia.

## Personas importantes (VIP)
- Delia Blanco, diputada por Madrid.
- Delia Boccardo, actriz italiana.
- Delia Casanova, actriz mexicana.
- Delia Luna, actriz española.
- Delia Cipullo, periodista italiana.
- Delia Derbyshire, compositora inglesa.
- Delia Domínguez, poetisa chilena.
- Delia Dorta, cantante venezolana.
- Delia Fiallo, autora de telenovelas.
- Delia González, boxeadora.
- Delia Parodi, política peronista argentina.
- Delia Scala, actriz y bailarina italiana.
- Delia Smith, escritora de cocina inglesa, responsable del Efecto Delia.
- Delia Becerra, esposa de Wilfredo Ramos.
- Delia Flor del desierto Almeriense, pintora y diseñadora gráfica de renombre.

### Personajes ficticios
- Delia Ketchum es el nombre de un personaje de la serie Pokémon.

## Otros usos
- El astrónomo francés Auguste Charlois le dio el nombre (395) Delia a un asteroide que descubrió en 1894.
- Delia es un  poema compuesto por Maurice Scève.
- Delia es el nombre de un ayuntamiento de la provincia de Caltanissetta, Italia.
- La delia es un tipo de abrigo masculino usado por la nobleza lituana y polaca.